# Rockford (Michigan)
Rockford ist eine Kleinstadt im Kent County in der Nähe von Grand Rapids im US-Bundesstaat Michigan. Das U.S. Census Bureau hat bei der Volkszählung 2020 eine Einwohnerzahl von 6142 ermittelt.
Die Stadt liegt am Rogue River.

## Geographie
Rockford liegt im Südwesten von Michigan, etwa 45 km östlich des Michigansees und hat eine Fläche von 7,8 km² ohne nennenswerte Wasserfläche. Die Entfernung zu Chicago im Südwesten beträgt etwa 265 km und zu Detroit im Südosten etwa 280 km.

## Geschichte
Wahrscheinlich war die Gegend von Rockford von Indianern besiedelt. Allerdings hat man keine Siedlungsspuren der Hopewell, Mascoutah oder Ottawa gefunden. Die ersten Landvermesser des 19. Jahrhunderts haben noch von Trampelpfaden der Indianer berichtet.
Der erste urkundlich erwähnte Bewohner der heutigen Stadt Rockford war Smith Lapham, der 1843 vom Washtenaw County ins Kent County gezogen ist und dort 1844 ein Sägewerk errichtete.  1845 bestand der Ort aus 5 Häusern. Der Anschluss an die Eisenbahnlinie der Grand Rapids and Indiana Railroad 1865 brachte der Stadt einen Einwohnerschub auf 315 Personen im Jahr 1866.

## Erholung
Der White Pine Trail State Park führt durch die Stadt. Dieser Park ist ein Lehrpfad, der von Grand Rapids über 140 km bis nach Cadillac, Michigan verläuft.